# Bathyaulax nigritarsus
Bathyaulax nigritarsus är en stekelart som beskrevs av Kaartinen och Donald L.J. Quicke 2007. Bathyaulax nigritarsus ingår i släktet Bathyaulax och familjen bracksteklar. Inga underarter finns listade.